# Quận Pecos, Texas
Quận Pecos (tiếng Anh: Pecos County) là một quận trong tiểu bang Texas, Hoa Kỳ. Quận lỵ đóng ở thành phố Fort Stockton. Theo kết quả điều tra dân số năm  2000 của Cục điều tra dân số Hoa Kỳ, quận có dân số 16.809 người.